# Vultee BT-13 Valiant
Le Vultee BT-13 Valiant était un avion d'entraînement basique (en anglais : « Basic Trainer ») américain de la Seconde Guerre mondiale, construit par Vultee Aircraft pour l'US Army Air Corps et plus tard l'US Army Air Forces.
Une version dérivée suivante en service dans l'USAAC/USAAF fut connue sous la désignation de BT-15 Valiant, alors qu'une version identique pour l'US Navy fut connu sous le nom de SNV et fut utilisée pour entraîner les aviateurs navals de l'US Navy et des services voisins, l'US Marine Corps et l'US Coast Guard.

## Caractéristiques
Le BT-13 était l'avion d'entraînement utilisé par la plupart des pilotes américains pendant la Seconde Guerre mondiale. Cet avion intervenait dans la deuxième des trois phases du programme d'entraînement des futurs pilotes. Après une première phase d'entraînement assez basique sur des PT-13, PT-17 ou PT-19, l'élève-pilote passait sur le BT-13, plus complexe, pour continuer son entraînement. Le Vultee était doté d'un moteur plus puissant et était plus rapide et plus lourd que les avions d'entraînement de la première phase. Il demandait également à l'élève-pilote d'utiliser des communications radio bidirectionnelles avec le sol et nécessitait l'emploi de volets et d'une hélice Hamilton Standard à pas variable à deux positions. L'avion n'était cependant pas doté de train d'atterrissage rétractable ou de système hydraulique, et les volets étaient manœuvrés par un système à câbles et engrenages. Ses pilotes surnommèrent l'avion le « Vultee Vibrator » (le « Vultee vibreur »).
En raison de la demande pour cet avion, et d'autres qui utilisaient le même moteur Pratt & Whitney, certains furent équipés de moteurs Wright de taille et de puissance similaires construits entre 1941 et 1942. Les appareils équipés de ces moteurs reçurent la désignation de BT-15.
La marine américaine adopta le BT-13 à moteur Pratt & Whitney comme avion d'entraînement de base principal, le désignant SNV. Les chiffres de production du BT-13 dépassèrent ceux de tous les « basic trainers » (BT) produits,,.

## Conception et développement

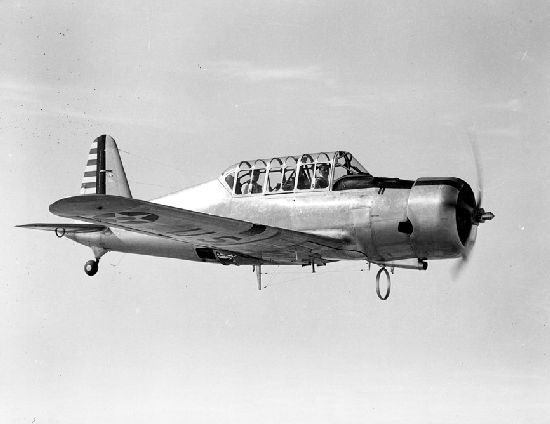
Le prototype Vultee BC-3 en vol.

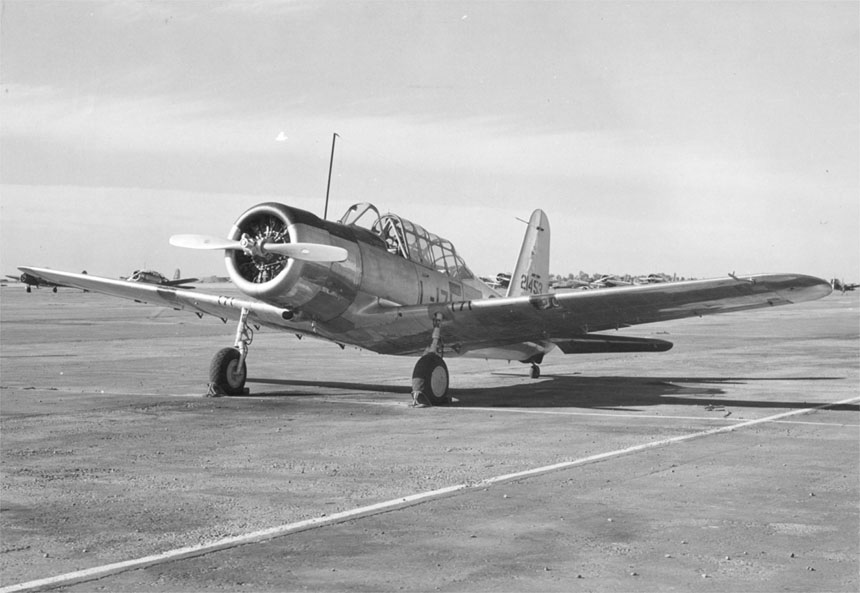
Un Vultee BT-13 sur la piste de Minter Field, en Californie, le 1 mars 1943.

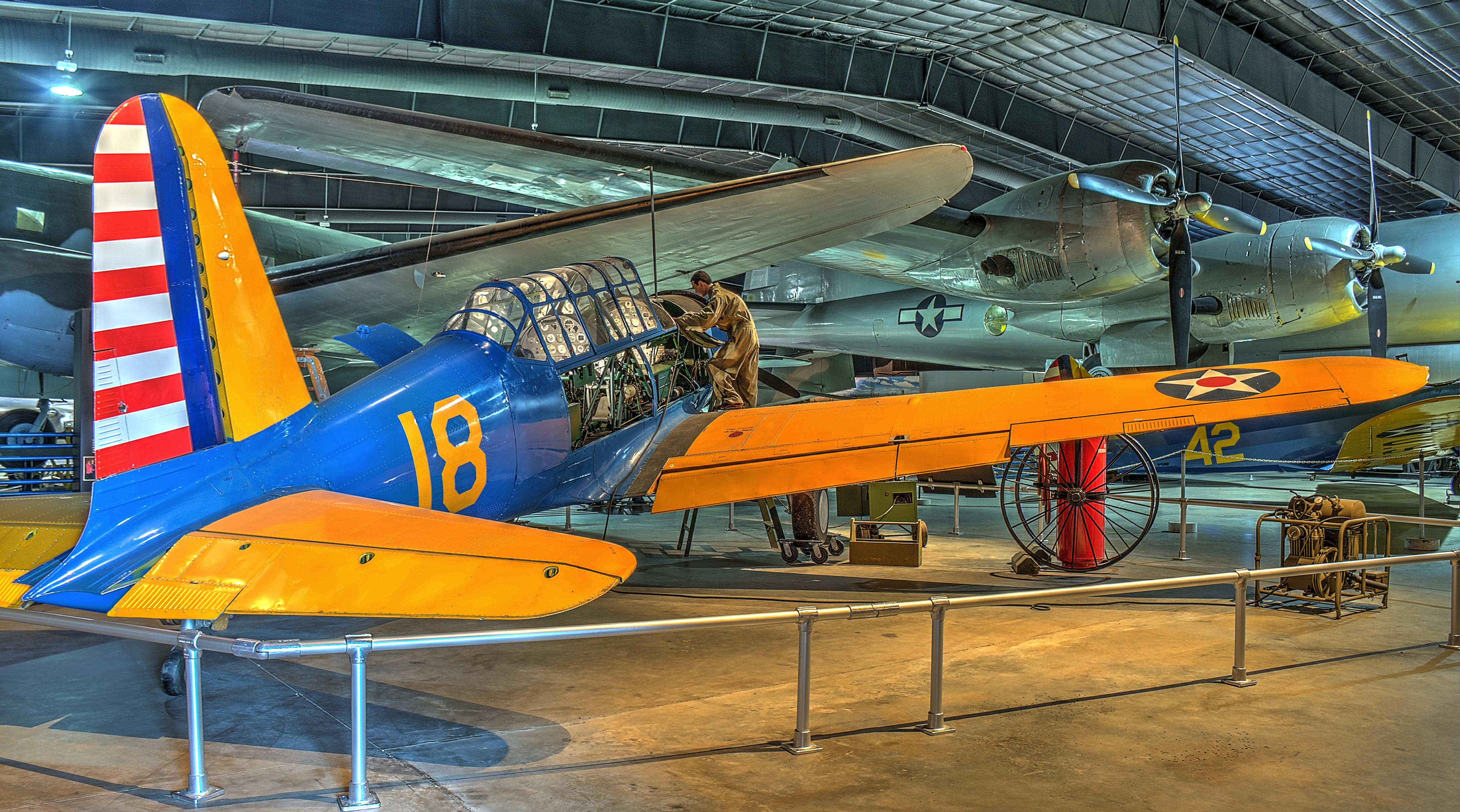
Un Vultee BT-13 Valiant au Museum of Aviation sur la base aérienne Robins, en Géorgie.

En 1938, l'ingénieur en chef de Vultee Richard Palmer commença à concevoir un avion de chasse monomoteur. Au même moment, l'Army Air Corps publia une demande pour un avion d'entraînement avancé, avec une promesse de commande substantielle si l'appareil était sélectionné. Palmer adapta donc son concept et passa d'un chasseur à un avion d'entraînement avancé (en anglais : « Advanced Trainer »), ce qui donna naissance au prototype V-51. Cet avion vola pour la première fois le 24 mars 1939. Il s'agissait d'un monoplan à aile basse cantilever de construction tout en métal, avec des surfaces de contrôle recouvertes de tissu. Il était propulsé par un moteur en étoile à 9 cylindres Pratt & Whitney R-1340-S3H1-G Wasp de 600 ch (450 kW), entraînant une hélice à deux pales à pas variable en métal. L'avion possédait un cockpit fermé pour l'instructeur et l'élève, des réservoirs de carburant intégrés aux ailes, et disposait d'un circuit hydraulique pour la mise en œuvre des volets et du train d'atterrissage rétractable.
Le V-51 entra dans la compétition de l'USAAC sous le nom de BC-51 en mai 1939. L'USAAC choisit cependant le North American BC-2, mais acheta également le prototype BC-51 pour des études plus approfondies, le désignant alors BC-3. Palmer affina alors sa conception, résultant en un V-54, avec pour objectif de vendre l'avion d'entraînement à d'autres pays. Il utilisait la même structure de base que le V-51, mais était équipé d'un moteur de plus faible puissance. Cependant aucune vente à l'export n'émergea pour cet avion. Le V-54 fut plus tard encore amélioré, résultant en un V-54A avec un train d'atterrissage fixe bien caréné, des volets opérés manuellement, et propulsé par un Pratt & Whitney R-985-T3B de 450 ch. La commande initiale fut placée pour 300 appareils dotés d'un Pratt & Whitney R-985-25. Le premier avion fut livré à l'USAAC en juin 1940.
Le BT-13A fut produit à hauteur de 7 037 exemplaires, et différait seulement par l'installation d'un moteur Pratt & Whitney R-985-AN-1 et la suppression des carénages de train d'atterrissage, trop vulnérables lors des atterrissages brutaux (cet avion était un avion école et subissait parfois quelques légères erreurs de pilotage de la part des jeunes recrues). 1 125 exemplaires du BT-13B furent produits ; Ils différaient de la version A par le remplacement du circuit électrique interne en 12 volts par un nouveau en 24 volts. En raison d'un forte demande pour le moteur Pratt & Whitney R-985, un total de 1 263 exemplaires furent produits avec le moteur Wright R-975-11 (en) de puissance équivalente. Ces avions furent acceptés par l'USAAC sous la désignation BT-15.
La marine américaine commanda également 1150 BT-13A sous la désignation de SNV-1. Elle commanda également 650 exemplaires du SNV-2, basé sur le BT-13B.

## Carrière opérationnelle
Une fois entré en service, l'avion reçut rapidement son surnom de « Vibrator ». Plusieurs explications ont été avancées pour l'idée de ce surnom :
1. Parce-qu'il avait tendance à trembler violemment lorsqu'il approchait de sa vitesse de décrochage ;
2. Pendant des manœuvres plus aventureuses, sa verrière se mettait à vibrer ;
3. Au décollage, l'avion faisait vibrer les fenêtres des bâtiments au sol ;
4. L'hélice à deux positions produisait une vibration irritante lorsque les pales étaient calées sur grand pas.

Cependant le BT-13 remplit sa mission avec succès. Cet avion et ses successeurs étaient des appareils pardonnant peu les erreurs, mais ils étaient également extrêmement agiles, et le BT-13 fut un bon avion pour aider à faire passer plusieurs centaines de pilotes vers leurs futurs appareils d'entraînement avancé et chasseurs. Le BT-13 n'était cependant pas exempt de défauts. La queue n'était en effet maintenue que par trois boulons, et après plusieurs défaillances apparues en vol, la marine limita fortement les acrobaties et manœuvres violents avec cet avion. La marine déclara ensuite le SNV obsolète en mai 1945 et le remplaça pour le rôle d'entraînement de base par le SNJ (AT-6). L'US Army remplaça également le BT-13 par l'AT-6 avant la fin de la guerre.
Après la Seconde Guerre mondiale, tous les appareils furent vendus comme surplus pour quelques centaines de dollars l'unité. Beaucoup furent achetés juste pour leur moteur, qui furent remontés sur des biplans provenant également des surplus militaires (comme les Stearmans), afin de remplacer leurs moteurs moins puissants pour les utiliser comme avions d'épandage. Les carcasses de BT furent ensuite envoyées à la ferraille. Plusieurs autres furent modifiés en avions civils à passagers ; l'un en tant que « Viceroy », les deux autres par une société différente.
De nos jours, quelques « BT » (des BT-13, BT-15 et SNV) sont toujours en condition de vol, bien qu'existant en nombres très limités. Aucun ne vole en service dans une armée ou un organisme gouvernemental.

## Versions

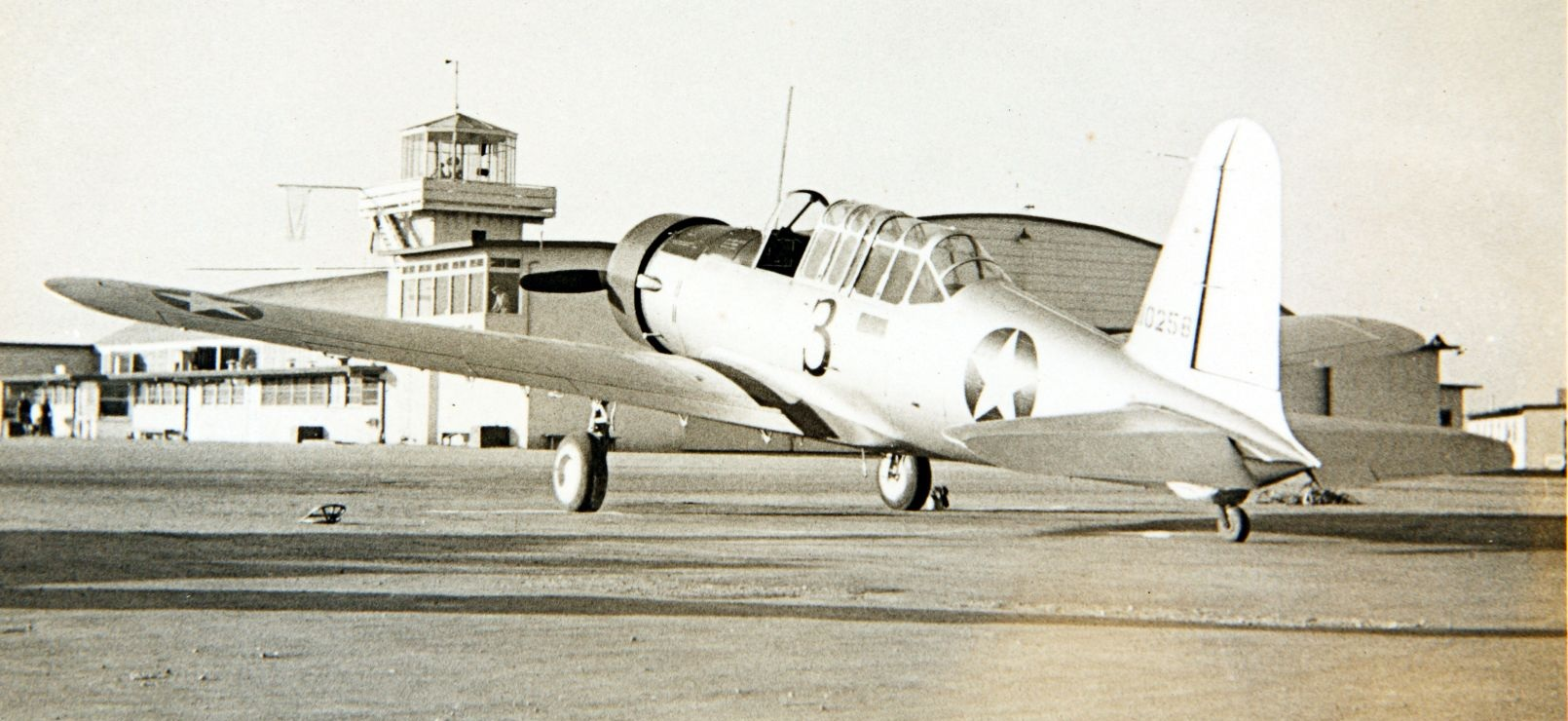
BT-15.

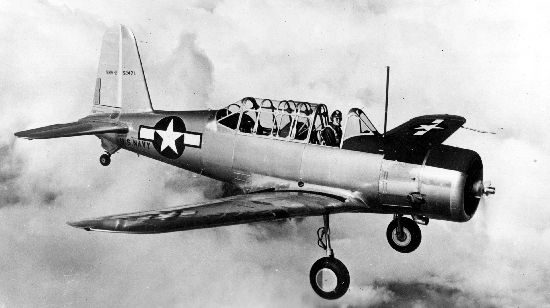
SNV-2.

- BC-3 : Vultee Model V-51 avec un train d'atterrissage rétractable et un moteur Pratt & Whitney R-1340-45 de 600 ch. Un seul exemplaire fut produit, puis aucun développement ne suivit ;
- BT-13 : Vultee Model V-54 avec un train d'atterrissage fixe et un moteur Pratt & Whitney R-985-25 de 450 ch, produit à 300 exemplaires ;
- BT-13A : Version identique au BT-13 mais équipée d'un moteur Pratt & Whitney R-985-AN-1 et de quelques changements mineurs, produite à 6 407 exemplaires. Les exemplaires préservés furent redésignés T-13A en 1948 ;
- BT-13B : Version identique au BT-13A mais équipée d'un circuit électrique en 24 volts, produite à 1 125 exemplaires ;
- BT-15 : Version identique au BT-13A mais équipée d'un moteur Wright R-975-11 de 450 ch, produite à 1 693 exemplaires ;
- XBT-16 : Désignation d'un exemplaire du BT-13A reconstruit par Vidal en 1942 avec un fuselage en plastique ;
- SNV-1 : Version BT-13A pour la marine américaine, 1 350 exemplaires transférés de l'USAAF ;
- SNV-2 : Version BT-13B pour la marine américaine, 650 exemplaires transférés de l'USAAF ;
- T-13A : Désignation attribuée aux BT-13A survivants en 1948. Dans la pratique, en raison d'une double attribution avec le PT-13, ils étaient toujours désignés BT-13 pour éviter les confusions.

## Utilisateurs
- Argentine :
  - Force aérienne argentine[7] ;
  - Marine argentine[7].
- Bolivie :
  - Force aérienne bolivienne : BT-13[7].
- Brésil :
  - Force aérienne brésilienne : 120 BT-15[7].
- Chili :
  - Force aérienne chilienne[7].
- Chine
- Colombie :
- Force aérienne colombienne : 14 BT-15[7].
- Cuba :
  - Défense aérienne des Forces armées révolutionnaires.
- Égypte
- Équateur :
  - Force aérienne équatorienne.
- États-Unis :
  - United States Air Force ;
  - United States Army Air Forces ;
  - United States Navy.
- France :
  - Armée de l'air française[8].
- Guatemala :
  - Force aérienne guatémaltèque[7].
- Haïti :
  - Forces armées d'Haïti[7].
- Honduras :
  - Force aérienne hondurienne[7].
- Indonésie :
  - Armée de l'air indonésienne[9].
- Israël :
  - Force aérienne et spatiale israélienne[9].
- Mexique[7]
- Nicaragua :
  - Force aérienne de l'armée du Nicaragua[7].
- Panama
- Paraguay[7] :
  - Force aérienne paraguayenne : Dix BT-13A reçus par le bias du « Lend-Lease » entre 1942 et 1943. Deux BT-13 achetés en Argentine in 1947 ;
  - Aviation navale paraguayenne : Trois BT-13 donnés par l'Argentine dans les années 1960.
- Pérou :
  - Force aérienne du Pérou[7].
- Philippines[9]
- République dominicaine :
  - Force aérienne dominicaine[7].
- Salvador :
  - Force aérienne salvadorienne[7].
- Taïwan[9]
- Union soviétique :
  - Forces aériennes soviétiques[réf. nécessaire]
- Venezuela
  - Aviation nationale du Venezuela[7] ;
  - Centro de Instruccion Aeronautica Civil.

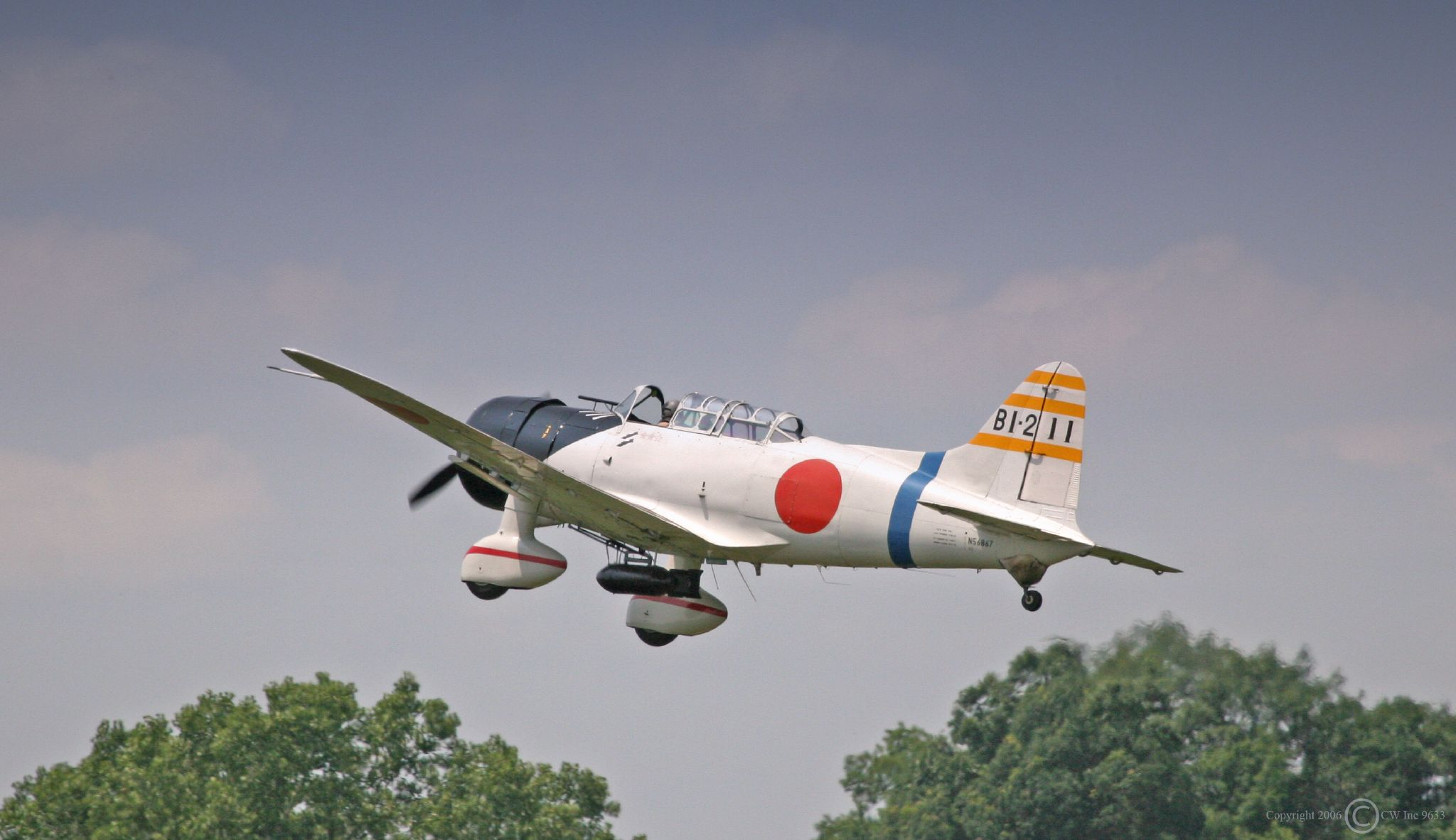
Réplique d'Aichi D3A au Geneseo Airshow. En 1968, un BT-13 Valiant (N56867) fut converti en réplique de Val pour être utilisé dans le tournage du film « Tora ! Tora ! Tora ! », volant sous les couleurs du Val « AI-244 » (Porte-avions Akagi). Le BT-13 a été maintenu dans cette configuration depuis, et est visible dans des shows aériens sous le code « BI-211 » avec les marquages du porte-avions Sōryū.

## Dans la culture populaire
Des BT-13 furent utilisés par la Twentieth Century Fox pour le tournage du film « Tora ! Tora ! Tora ! », en 1970. Neuf exemplaires furent achetés en 1968 et modifiés pour ressembler à des bombardiers en piqué Aichi D3A Val, en allongeant leur fuselage et en modifiant la forme de leurs pare-brises et verrières. Les chasseurs Zéro et les bombardiers-torpilleurs Kate dans ce film étaient des Harvard IV modifiés.
Après le tournage du film, le studio vendit les avions modifiés à des propriétaires privés. Beaucoup sont encore en état de vol, plusieurs servant au sein de l'escadron « Tora ! Tora ! Tora ! » de la Commemorative Air Force, qui réalise des reconstitutions de combats aériens pendant des meetings aériens. Plusieurs des appareils de « l'escadron Tora » ont également refait apparition sur le grand écran dans le film Pearl Harbor (film), tourné en 2001.